# روبن فریزر
روبن فریزر (انگلیسی: Robin Fraser؛ زادهٔ ۱۷ دسامبر ۱۹۶۶) یک بازیکن فوتبال اهل ایالات متحده آمریکا است.
وی همچنین در تیم ملی فوتبال ایالات متحده آمریکا بازی کرده است.